# Zapasy na Letnich Igrzyskach Olimpijskich 1988 – kategoria do 52 kg w stylu wolnym
Zmagania mężczyzn do 52 kg to jedna z dziesięciu męskich konkurencji w zapasach w stylu wolnym rozgrywanych podczas Letnich Igrzysk Olimpijskich 1988. Pojedynki w tej kategorii wagowej odbyły się w dniach 28 – 30 września.

## Klasyfikacja[1]
| Pozycja | Nazwisko                | Kraj              |
| ------- | ----------------------- | ----------------- |
| 1       | Mitsuru Satō            | Japonia           |
| 2       | Szaban Trstena          | Jugosławia        |
| 3       | Władimir Toguzow        | ZSRR              |
| 4       | László Bíró             | Węgry             |
| 5       | Arslan Seyhanlı         | Turcja            |
| 6       | Kim Jong-o              | Korea Południowa  |
| 7       | Cerenbaataryn Enchbajar | Mongolia          |
| 8       | Walentin Jordanow       | Bułgaria          |
| 9       | Władysław Stecyk        | Polska            |
| 9       | Thierry Bourdin         | Francja           |
| 9       | Kuldeep Singh           | Indie             |
| 9       | Oscar Muñoz             | Kolumbia          |
| 13      | Madżid Torkan           | Iran              |
| 13      | Herbert Tutsch          | RFN               |
| 15      | Ahmad Nasir             | Afganistan        |
| 15      | Nguyễn Kim Hương        | Wietnam           |
| 15      | Bernardo Olvera         | Meksyk            |
| 18      | Ken Chertow             | Stany Zjednoczone |
| 19      | Fayadh Minati           | Irak              |
| 20      | Xu Jihua                | Chiny             |
| 21      | Ousmane Diallo          | Gwinea            |
| 21      | Garba Lame              | Nigeria           |
| 21      | Carlos Negron           | Portoryko         |
| 21      | Christopher Woodcroft   | Kanada            |
| 21      | Lo Chao-cheng           | Chińskie Tajpej   |
| 21      | Edvin Eduardo Vázquez   | Gwatemala         |
| 21      | Surya Saputra           | Indonezja         |
| 21      | Jihad Sharif            | Jordania          |
| 21      | Lamachi Elimu           | Kenia             |
| 21      | Florentino Tirante      | Filipiny          |
| 31      | Anthony Morris          | Wielka Brytania   |

## Zasady
Uczestnicy zostali podzieleni na dwie grupy. Zawodnik który przegrał dwie walki odpadł z dalszej rywalizacji.
- TF — Łopatki
- SP — Przewaga (12-14 punktów różnicy, pokonany zdobył punkty)
- ST — Przewaga (15 punktów różnicy, przewaga techniczna)
- PP — Na punkty (Pokonany zdobył punkty)
- PO — Na punkty (Pokonany bez punktów)
- P1 — Pasywność (Przy prowadzeniu różnicą 1-11 punktów)
- PA — Kontuzja
- DNA  — Zawodnik nie przystąpił do walki

## Wyniki

### Rundy eliminacyjne

#### Grupa A
| Liczba porażek | Zawodnik              | Wynik     | Czas/Punkty | Zawodnik              | Liczba porażek |         |
| Runda 1        | Runda 1               | Runda 1   | Runda 1     | Runda 1               | Runda 1        | Runda 1 |
| -------------- | --------------------- | --------- | ----------- | --------------------- | -------------- | ------- |
| 0              | Madżid Torkan         | 4-0 ST    | 15-0        | Lo Chao-cheng         | 1              |         |
| 1              | Christopher Woodcroft | 0-4 ST    | 0-16        | Władimir Toguzow      | 0              |         |
| 0              | Arslan Seyhanlı       | 4-0 ST    | 15-0        | Surya Saputra         | 1              |         |
| 1              | Garba Lame            | 0-4 TF    | 5:18        | Władysław Stecyk      | 0              |         |
| 0              | Bernardo Olvera       | 4-0 TF    | 2:41        | Edvin Eduardo Vázquez | 1              |         |
| 1              | Ken Chertow           | 1-3 PP    | 1-5         | Thierry Bourdin       | 0              |         |
| 0              | Walentin Jordanow     | 4-0 TF    | 2:02        | Carlos Negron         | 1              |         |
| 1              | Ousmane Diallo        | 0-4 ST    | 0-15        | Szaban Trstena        | 0              |         |
| Runda 2        |                       |           |             |                       |                |         |
| 0              | Madżid Torkan         | 4-0 TF    | 5:42        | Christopher Woodcroft | 2              |         |
| 2              | Lo Chao-cheng         | 0-4 TF    | 0:42        | Władimir Toguzow      | 0              |         |
| 0              | Arslan Seyhanlı       | 4-0 ST    | 16-1        | Garba Lame            | 2              |         |
| 2              | Surya Saputra         | 0-4 TF    | 1:48        | Władysław Stecyk      | 0              |         |
| 1              | Bernardo Olvera       | 1-3 PP    | 7-10        | Ken Chertow           | 1              |         |
| 2              | Edvin Eduardo Vázquez | 0-4 ST    | 0-16        | Thierry Bourdin       | 0              |         |
| 0              | Walentin Jordanow     | 4-0 ST    | 17-1        | Oushane Diallo        | 2              |         |
| 2              | Carlos Negron         | 0-4 ST    | 1-16        | Szaban Trstena        | 0              |         |
| Runda 3        |                       |           |             |                       |                |         |
| 1              | Madżid Torkan         | 1-3 PP    | 2-4         | Władimir Toguzow      | 0              |         |
| 0              | Arslan Seyhanlı       | 3-1 PP    | 8-4         | Władysław Stecyk      | 1              |         |
| 2              | Bernardo Olvera       | 0-3 P1    | 5:08        | Thierry Bourdin       | 0              |         |
| 2              | Ken Chertow           | .5-3.5 SP | 6-19        | Walentin Jordanow     | 0              |         |
| 0              | Szaban Trstena        |           |             | Bez walki             |                |         |
| Runda 4        |                       |           |             |                       |                |         |
| 0              | Szaban Trstena        | 4-0 PA    | 0:21        | Madżid Torkan         | 2              |         |
| 0              | Władimir Toguzow      | 3-1 PP    | 5-4         | Arslan Seyhanlı       | 1              |         |
| 1              | Władysław Stecyk      | 3-1 PP    | 6-2         | Thierry Bourdin       | 1              |         |
| 0              | Walentin Jordanow     |           |             | Bez walki             |                |         |
| Runda 5        |                       |           |             |                       |                |         |
| 1              | Walentin Jordanow     | 1-3 PP    | 5-11        | Szaban Trstena        | 0              |         |
| 0              | Władimir Toguzow      | 4-0 ST    | 17-1        | Władysław Stecyk      | 2              |         |
| 1              | Arslan Seyhanlı       | 3-1 PP    | 3-2         | Thierry Bourdin       | 2              |         |
| Runda 6        |                       |           |             |                       |                |         |
| 2              | Walentin Jordanow     | .5-3.5 SP | 1-14        | Władimir Toguzow      | 0              |         |
| 0              | Szaban Trstena        | 3-1 PP    | 7-3         | Arslan Seyhanlı       | 2              |         |
| Runda 7        |                       |           |             |                       |                |         |
| 0              | Szaban Trstena        | 3-0 PO    | 3-0         | Władimir Toguzow      | 1              |         |

#### Klasyfikacja
| Zawodnik              | Przegrane | Runda | Punkty |
| --------------------- | --------- | ----- | ------ |
| Szaban Trstena        | 0         | -     | 21     |
| Władimir Toguzow      | 1         | -     | 21.5   |
| Arslan Seyhanlı       | 2         | 6     | 16     |
| Walentin Jordanow     | 2         | 6     | 13     |
| Władysław Stecyk      | 2         | 5     | 12     |
| Thierry Bourdin       | 2         | 5     | 12     |
| Madżid Torkan         | 2         | 4     | 9      |
| Bernardo Olvera       | 2         | 3     | 5      |
| Ken Chertow           | 2         | 3     | 4.5    |
| Oushane Diallo        | 2         | 2     | 0      |
| Garba Lame            | 2         | 2     | 0      |
| Carlos Negron         | 2         | 2     | 0      |
| Christopher Woodcroft | 2         | 2     | 0      |
| Lo Chao-cheng         | 2         | 2     | 0      |
| Edvin Eduardo Vázquez | 2         | 2     | 0      |
| Surya Saputera        | 2         | 2     | 0      |

#### Grupa B
| Liczba porażek | Zawodnik                | Wynik   | Czas/Punkty | Zawodnik                | Liczba porażek |         |
| Runda 1        | Runda 1                 | Runda 1 | Runda 1     | Runda 1                 | Runda 1        | Runda 1 |
| -------------- | ----------------------- | ------- | ----------- | ----------------------- | -------------- | ------- |
| 1              | Florentino Tirante      | 0-4 TF  | 0:16        | László Bíró             | 0              |         |
| 1              | Nguyễn Kim Hương        | 0-4 ST  | 3-18        | Kuldeep Singh           | 0              |         |
| 1              | Lamachi Elimu           | 0-4 TF  | 1:11        | Oscar Muñoz             | 0              |         |
| 0              | Cerenbaataryn Enchbajar | 3-1 PP  | 12-7        | Fayadh Minati           | 1              |         |
| 1              | Xu Jihua                | 1-3 PP  | 8-15        | Kim Jong-o              | 0              |         |
| 0              | Mitsuru Satō            | 4-0 TF  | 0:45        | Jihad Sharif            | 1              |         |
| 0              | Ahmad Naseer            | 3-1 PP  | 7-3         | Herbert Tutsch          | 1              |         |
| 0              | Anthony Morris          | DNA     |             |                         |                |         |
| Runda 2        |                         |         |             |                         |                |         |
| 2              | Florentino Tirante      | 0-4 TF  | 2:02        | Nguyễn Kim Hương        | 1              |         |
| 0              | László Bíró             | 3-1 PP  | 11-5        | Kuldeep Singh           | 1              |         |
| 2              | Lamachi Elimu           | 0-4 TF  | 1:02        | Cerenbaataryn Enchbajar | 0              |         |
| 0              | Oscar Muñoz             | 3-1 PP  | 8-1         | Fayadh Minati           | 2              |         |
| 2              | Xu Jihua                | 0-4 TF  | 4:02        | Mitsuru Satō            | 0              |         |
| 0              | Kim Jong-o              | 3-1 PP  | 8-5         | Ahmad Naseer            | 1              |         |
| 2              | Jihad Sharif            | 0-4 TF  | 2:16        | Herbert Tutsch          | 1              |         |
| Runda 3        |                         |         |             |                         |                |         |
| 0              | László Bíró             | 3-0 P1  | 4:16        | Nguyễn Kim Hương        | 2              |         |
| 1              | Kuldeep Singh           | 3-1 PP  | 12-6        | Oscar Muñoz             | 1              |         |
| 1              | Cerenbaataryn Enchbajar | 1-3 PP  | 3-11        | Kim Jong-o              | 0              |         |
| 0              | Mitsuru Satō            | 4-0 TF  | 1:44        | Ahmad Naseer            | 2              |         |
| 1              | Herbert Tutsch          |         |             | Bez walki               |                |         |
| Runda 4        |                         |         |             |                         |                |         |
| 2              | Herbert Tutsch          | 0-4 TF  | 1:14        | László Bíró             | 0              |         |
| 2              | Kuldeep Singh           | 1-3 PP  | 9-16        | Cerenbaataryn Enchbajar | 1              |         |
| 2              | Oscar Muñoz             | 1-3 PP  | 4-12        | Kim Jong-o              | 0              |         |
| 0              | Mitsuru Satō            |         |             | Bez walki               |                |         |
| Runda 5        |                         |         |             |                         |                |         |
| 0              | Mitsuru Satō            | 4-0 TF  | 0:53        | Cerenbaataryn Enchbajar | 2              |         |
| 0              | László Bíró             | 3-1 PP  | 8-4         | Kim Jong-o              | 1              |         |
| Runda 6        |                         |         |             |                         |                |         |
| 0              | Mitsuru Satō            | 4-0 TF  | 2:55        | László Bíró             | 1              |         |
| 1              | Kim Jong-o              |         |             | Bez walki               |                |         |
| Runda 7        |                         |         |             |                         |                |         |
| 2              | Kim Jong-o              | 0-4 ST  | 0-15        | Mitsuru Satō            | 0              |         |
| 1              | László Bíró             |         |             | Bez walki               |                |         |

#### Klasyfikacja
| Zawodnik                | Przegrane | Runda | Punkty |
| ----------------------- | --------- | ----- | ------ |
| Mitsuru Satō            | 0         | -     | 24     |
| László Bíró             | 1         | -     | 17     |
| Kim Jong-o              | 2         | 7     | 13     |
| Cerenbaataryn Enchbajar | 2         | 5     | 11     |
| Kuldeep Singh           | 2         | 4     | 9      |
| Oscar Muñoz             | 2         | 4     | 9      |
| Herbert Tutsch          | 2         | 4     | 5      |
| Ahmad Naseer            | 2         | 3     | 4      |
| Nguyễn Kim Hương        | 2         | 3     | 4      |
| Fayadh Minati           | 2         | 2     | 2      |
| Xu Jihua                | 2         | 2     | 1      |
| Jihad Sharif            | 2         | 2     | 0      |
| Lamachi Elimu           | 2         | 2     | 0      |
| Florentino Tirante      | 2         | 2     | 0      |
| Anthony Morris          | 0         | 0     | 0      |

### Runda finałowa[15]
| Zawodnik                  | Wynik                 | Czas/Punkty           | Zawodnik                |                       |
| Pojedynek o 7 miejsce     | Pojedynek o 7 miejsce | Pojedynek o 7 miejsce | Pojedynek o 7 miejsce   | Pojedynek o 7 miejsce |
| ------------------------- | --------------------- | --------------------- | ----------------------- | --------------------- |
| Walentin Jordanow         | 0-4 PA                |                       | Cerenbaataryn Enchbajar |                       |
| Pojedynek o 5 miejsce     |                       |                       |                         |                       |
| Arslan Seyhanlı           | 3-1 PP                | 5-4                   | Kim Jong-o              |                       |
| Pojedynek o brązowy medal |                       |                       |                         |                       |
| Władimir Toguzow          | 3.5-.5 SP             | 14-1                  | László Bíró             |                       |
| Finał                     |                       |                       |                         |                       |
| Szaban Trstena            | 1-3 PP                | 2-13                  | Mitsuru Satō            |                       |